# L'uccello azzurro
L'uccello azzurro (The Blue Bird) è un film di Maurice Tourneur del 1918, tratto dall'omonimo lavoro teatrale di Maurice Maeterlinck.

## Trama
Ai bambini Tyltyl e Mytyl viene affidato dalla fata Berylune il compito di trovare il favoloso uccellino azzurro, capace di dare la felicità a chi lo incontri. Da lì intraprendono un surreale viaggio in un mondo fantastico, dove sono liberi di far visita ai propri nonni e fratellini morti o di assistere alla selezione dei bambini futuri ad opera del Tempo. Un diamante donato dalla fata permette loro di scoprire come ogni cosa animata o inanimata, abbia un'anima e un'interiorità invisibili solo a chi non sa guardare, così il loro Gatto e il loro Cane, insieme al Fuoco, all'Acqua, al Latte, al Pane, alla Luce e allo Zucchero, si antropizzano magicamente per accompagnare Tyltyl e Mytyl nella loro ricerca.